# Mersey and Irwell Navigation

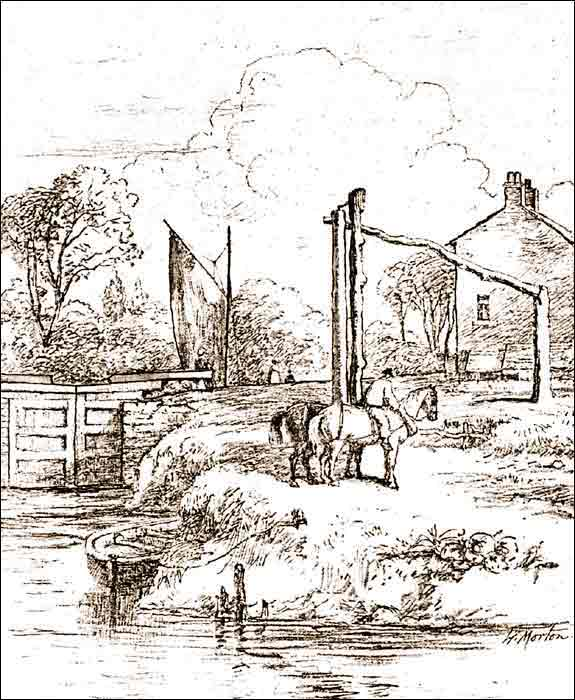
Stickings Lock sur la rivière Irwell, vers1850, par W Morten.

Ouverte en 1734, la Mersey and Irwell Navigation fut un aménagement de rivières permettant un tracé navigable de Salford, aux environs de Manchester, jusqu'à la mer d'Irlande, en passant par l'Irwell et la Mersey, grâce à huit écluses creusées entre 1724 et 1734.

## Histoire
L'idée de rendre ce parcours navigable jusqu'à l'estuaire de la Mersey fut une première fois évoquée en 1660 mais refusée par le parlement, puis relancée en 1712 par Thomas Steers, dans le cadre de son étude de navigabilité sur le Lancashire, peu après la création par le parlement en 1707 des Turnpike Trusts, organismes indépendants chargés de leur côté de collecter des commissions sur le trafic routier pour améliorer les routes.
Après un vote du parlement le 17 juin 1721 et la création d'une Mersey and Irwell Navigation, les travaux commencèrent en 1724. Dès 1734 un bateau de taille modeste pouvait faire le parcours de Manchester jusqu'à la Mer d'Irlande. L'ouverture officielle eut lieu deux ans plus tard.
En 1779, un groupe d'artisans de Manchester et Liverpool racheta la compagnie et améliora l'une des sections du parcours en creusant le Runcorn to Latchford Canal, le bassin de Runcorn servant aux bateaux à attendre que la marée améliore la fluidité. En 1791, la société aide à la promotion du projet de Canal Manchester Bolton and Bury.
L'entreprise fut à nouveau rachetée en 1844 par la Bridgewater Canal Company pour 550.800 sterling.
Les travaux de l'historien anglais Tony Stuart Willan ont montré l'importance de la navigation fluviale aux XVIIe et XVIIIe siècles en Grande-Bretagne, et sa grande complémentarité avec le cabotage puis avec la circulation marchande sur les canaux à partir de la seconde partie du XVIIIe siècle. 